# Nigetia melanopa
Nigetia melanopa là một loài bướm đêm trong họ Erebidae.